# УЕФА Лига нација 2020/21 — лига А
УЕФА Лига нација 2020/21 — лига А (енгл. 2020–21 UEFA Nations League A), највиша дивизија УЕФА Лиге нација 2020/21, другог издања међународног фудбалског такмичења које окупља 55 чланица УЕФА. Врхунац лиге А је завршница која се одржала у октобру 2021. године где се одредио првак такмичења.
Португалија је бранила титулу шампиона. Међутим, није успела да се квалификује у завршницу пошто је завршила на другом месту у својој групи, одмах иза Француске.
Француска је добила Шпанија у финалу с резултатом 2 : 1.

## Учесници

### Промене на списку учесника
| Обезбедили промоцију из лиге Б                      |
| --------------------------------------------------- |
| - Босна и Херцеговина - Данска - Шведска - Украјина |

Првобитно је било планирано да следеће репрезентације испадну из лиге А, али нису пошто ниједан тим није испао пошто је УЕФА променила формат такмичења:
| Било у плану да испадну у лигу Б       |
| -------------------------------------- |
| - Хрватска - Немачка - Исланд - Пољска |

### Жреб
Репрезентације су биле рангиране на основу укупног пласмана истих у Лиги нација 2018/19, с мањом променом: репрезентације које су већ биле испале претходне сезоне аутоматски су рангиране испод репрезентација које су избориле промоцију пре промене формата такмичења. Шешири су потврђени 4. децембра 2019.
| Репрезентација                | Ранг |
| ----------------------------- | ---- |
| Португалија (бранилац титуле) | 1    |
| Холандија                     | 2    |
| Енглеска                      | 3    |
| Швајцарска                    | 4    |

| Репрезентација | Ранг |
| -------------- | ---- |
| Белгија        | 5    |
| Француска      | 6    |
| Шпанија        | 7    |
| Италија        | 8    |

| Репрезентација      | Ранг |
| ------------------- | ---- |
| Босна и Херцеговина | 9    |
| Украјина            | 10   |
| Данска              | 11   |
| Шведска             | 12   |

| Репрезентација | Ранг |
| -------------- | ---- |
| Хрватска       | 13   |
| Пољска         | 14   |
| Немачка        | 15   |
| Исланд         | 16   |

Жреб је одржан у Амстердаму, Холандија, 3. марта 2020. Свака група се састојала од по једне репрезентације из сваког шешира.

## Групе
Након одржаног жреба, 3. марта 2020, УЕФА је објавила распоред одигравања утакмица. Дана 17. јуна 2020, Извршни одбор УЕФА  прилагодио распоред утакмица за октобар и новембар 2020. како би се ослободило време за одржавање баража за Европско првенство 2020. Након ово промене, измењени распоред утакмица за октобар и новембар објавила је УЕФА 26. јуна 2020.
Сатница је по CET-у/CEST-у, како је навела УЕФА (локално време, уколико је различито, налази се у загради).

### Група 1
| Pos | Тим                 | О | П | Н | И | ГД | ГП | ГР | Бод. | Qualification or relegation     |       | Италија | Холандија | Пољска | Босна и Херцеговина |
| --- | ------------------- | - | - | - | - | -- | -- | -- | ---- | ------------------------------- | ----- | ------- | --------- | ------ | ------------------- |
| 1   | Италија             | 6 | 3 | 3 | 0 | 7  | 2  | +5 | 12   | Пласман у завршницу Лиге нација |       | —       | 1 : 1     | 2 : 0  | 1 : 1               |
| 2   | Холандија           | 6 | 3 | 2 | 1 | 7  | 4  | +3 | 11   |                                 |       | 0 : 1   | —         | 1 : 0  | 3 : 1               |
| 3   | Пољска              | 6 | 2 | 1 | 3 | 6  | 6  | 0  | 7    |                                 | 0 : 0 | 1 : 2   | —         | 3 : 0  |                     |
| 4   | Босна и Херцеговина | 6 | 0 | 2 | 4 | 3  | 11 | −8 | 2    | Испадање у лигу Б               |       | 0 : 2   | 0 : 0     | 1 : 2  | —                   |

| Италија     | 1 : 1    | Босна и Херцеговина |
| ----------- | -------- | ------------------- |
| - Сенси 67’ | Извештај | - Џеко 57’          |

| Холандија      | 1 : 0    | Пољска |
| -------------- | -------- | ------ |
| - Бергвејн 61’ | Извештај |        |

| Босна и Херцеговина       | 1 : 2    | Пољска                    |
| ------------------------- | -------- | ------------------------- |
| - Хајрадиновић 24’ (пен.) | Извештај | - Глик 45’ - Гросицки 67’ |

| Холандија | 0 : 1    | Италија        |
| --------- | -------- | -------------- |
|           | Извештај | - Барела 45+1’ |

| Босна и Херцеговина | 0 : 0    | Холандија |
| ------------------- | -------- | --------- |
|                     | Извештај |           |

| Пољска | 0 : 0    | Италија |
| ------ | -------- | ------- |
|        | Извештај |         |

| Италија         | 1 : 1    | Холандија        |
| --------------- | -------- | ---------------- |
| - Пелегрини 16’ | Извештај | - Ван де Бек 25’ |

| Пољска                                | 3 : 0    | Босна и Херцеговина |
| ------------------------------------- | -------- | ------------------- |
| - Левандовски 40’, 52’ - Линети 45+1’ | Извештај |                     |

| Холандија                       | 3 : 1    | Босна и Херцеговина |
| ------------------------------- | -------- | ------------------- |
| - Вајналдум 6’, 14’ - Депај 55’ | Извештај | - Превљак 63’       |

| Италија                            | 2 : 0    | Пољска |
| ---------------------------------- | -------- | ------ |
| - Жоржињо 27’ (пен.) - Берарди 84’ | Извештај |        |

| Босна и Херцеговина | 0 : 2    | Италија                    |
| ------------------- | -------- | -------------------------- |
|                     | Извештај | - Белоти 22’ - Берарди 68’ |

| Пољска        | 1 : 2    | Холандија                          |
| ------------- | -------- | ---------------------------------- |
| - Јожвијак 6’ | Извештај | - Депај 77’ (пен.) - Вајналдум 84’ |

### Група 2
| Pos | Тим      | О | П | Н | И | ГД | ГП | ГР  | Бод. | Qualification or relegation     |       | Белгија | Данска | Енглеска | Исланд |
| --- | -------- | - | - | - | - | -- | -- | --- | ---- | ------------------------------- | ----- | ------- | ------ | -------- | ------ |
| 1   | Белгија  | 6 | 5 | 0 | 1 | 16 | 6  | +10 | 15   | Пласман у завршницу Лиге нација |       | —       | 4 : 2  | 2 : 0    | 5 : 1  |
| 2   | Данска   | 6 | 3 | 1 | 2 | 8  | 7  | +1  | 10   |                                 |       | 0 : 2   | —      | 0 : 0    | 2 : 1  |
| 3   | Енглеска | 6 | 3 | 1 | 2 | 7  | 4  | +3  | 10   |                                 | 2 : 1 | 0 : 1   | —      | 4 : 0    |        |
| 4   | Исланд   | 6 | 0 | 0 | 6 | 3  | 17 | −14 | 0    | Испадање у лигу Б               |       | 1 : 2   | 0 : 3  | 0 : 1    | —      |

1. 1 2  Бодови у међусобним дуелима: Данска 4, Енглеска 1.

| Исланд | 0 : 1    | Енглеска                |
| ------ | -------- | ----------------------- |
|        | Извештај | - Стерлинг 90+1’ (пен.) |

| Данска | 0 : 2    | Белгија                    |
| ------ | -------- | -------------------------- |
|        | Извештај | - Денајер 9’ - Мертенс 76’ |

| Белгија                                                   | 5 : 1    | Исланд              |
| --------------------------------------------------------- | -------- | ------------------- |
| - Витсел 13’ - Батшуаји 17’, 69’ - Мертенс 50’ - Доку 80’ | Извештај | - Х. Фридјонсон 11’ |

| Данска | 0 : 0    | Енглеска |
| ------ | -------- | -------- |
|        | Извештај |          |

| Енглеска                         | 2 : 1    | Белгија             |
| -------------------------------- | -------- | ------------------- |
| - Рашфорд 39’ (пен.) - Маунт 65’ | Извештај | - Лукаку 16’ (пен.) |

| Исланд | 0 : 3    | Данска                                           |
| ------ | -------- | ------------------------------------------------ |
|        | Извештај | - Сигурјонсон 45’ (аг.) - Ериксен 46’ - Сков 61’ |

| Енглеска | 0 : 1    | Данска               |
| -------- | -------- | -------------------- |
|          | Извештај | - Ериксен 35’ (пен.) |

| Исланд         | 1 : 2    | Белгија                 |
| -------------- | -------- | ----------------------- |
| - Севарсон 17’ | Извештај | - Лукаку 9’, 38’ (пен.) |

| Белгија                      | 2 : 0    | Енглеска |
| ---------------------------- | -------- | -------- |
| - Тилеманс 10’ - Мертенс 24’ | Извештај |          |

| Данска                             | 2 : 1    | Исланд           |
| ---------------------------------- | -------- | ---------------- |
| - Ериксен 12’ (пен.), 90+2’ (пен.) | Извештај | - Кјартансон 85’ |

| Белгија                                         | 4 : 2    | Данска                       |
| ----------------------------------------------- | -------- | ---------------------------- |
| - Тилеманс 3’ - Лукаку 56’, 69’ - Де Брујне 87’ | Извештај | - Винд 17’ - Шадли 86’ (аг.) |

| Енглеска                                | 4 : 0    | Исланд |
| --------------------------------------- | -------- | ------ |
| - Рајс 20’ - Маунт 24’ - Фоден 80’, 84’ | Извештај |        |

### Група 3
| Pos | Тим         | О | П | Н | И | ГД | ГП | ГР | Бод. | Qualification or relegation     |       | Француска | Португалија | Хрватска | Шведска |
| --- | ----------- | - | - | - | - | -- | -- | -- | ---- | ------------------------------- | ----- | --------- | ----------- | -------- | ------- |
| 1   | Француска   | 6 | 5 | 1 | 0 | 12 | 5  | +7 | 16   | Пласман у завршницу Лиге нација |       | —         | 0 : 0       | 4 : 2    | 4 : 2   |
| 2   | Португалија | 6 | 4 | 1 | 1 | 12 | 4  | +8 | 13   |                                 |       | 0 : 1     | —           | 4 : 1    | 3 : 0   |
| 3   | Хрватска    | 6 | 1 | 0 | 5 | 9  | 16 | −7 | 3    |                                 | 1 : 2 | 2 : 3     | —           | 2 : 1    |         |
| 4   | Шведска     | 6 | 1 | 0 | 5 | 5  | 13 | −8 | 3    | Испадање у лигу Б               |       | 0 : 1     | 0 : 2       | 2 : 1    | —       |

| Португалија                                            | 4 : 1    | Хрватска         |
| ------------------------------------------------------ | -------- | ---------------- |
| - Кансело 41’ - Жота 58’ - Феликс 70’ - А. Силва 90+5’ | Извештај | - Петковић 90+1’ |

| Шведска | 0 : 1    | Француска   |
| ------- | -------- | ----------- |
|         | Извештај | - Мбапе 41’ |

| Француска                                                               | 4 : 2    | Хрватска                   |
| ----------------------------------------------------------------------- | -------- | -------------------------- |
| - Гризман 43’ - Ливаковић 45+1’ (аг.) - Упамекано 65’ - Жиру 77’ (пен.) | Извештај | - Ловрен 17’ - Брекало 55’ |

| Шведска | 0 : 2    | Португалија          |
| ------- | -------- | -------------------- |
|         | Извештај | - Роналдо 45+1’, 72’ |

| Хрватска                    | 2 : 1    | Шведска    |
| --------------------------- | -------- | ---------- |
| - Влашић 32’ - Крамарић 84’ | Извештај | - Берг 66’ |

| Француска | 0 : 0    | Португалија |
| --------- | -------- | ----------- |
|           | Извештај |             |

| Хрватска     | 1 : 2    | Француска                |
| ------------ | -------- | ------------------------ |
| - Влашић 64’ | Извештај | - Гризман 8’ - Мбапе 79’ |

| Португалија                    | 3 : 0    | Шведска |
| ------------------------------ | -------- | ------- |
| - Б. Силва 21’ - Жота 44’, 72’ | Извештај |         |

| Португалија | 0 : 1    | Француска   |
| ----------- | -------- | ----------- |
|             | Извештај | - Канте 54’ |

| Шведска                             | 2 : 1    | Хрватска               |
| ----------------------------------- | -------- | ---------------------- |
| - Кулушевски 36’ - Данијелсон 45+2’ | Извештај | - Данијелсон 82’ (аг.) |

| Хрватска           | 2 : 3    | Португалија                   |
| ------------------ | -------- | ----------------------------- |
| - Ковачић 29’, 65’ | Извештај | - Дијас 52’, 90’ - Феликс 60’ |

| Француска                                 | 4 : 2    | Шведска                   |
| ----------------------------------------- | -------- | ------------------------- |
| - Жиру 16’, 59’ - Павар 36’ - Коман 90+5’ | Извештај | - Класон 4’ - Квајсон 88’ |

### Група 4
| Pos | Тим        | О | П | Н | И | ГД | ГП | ГР  | Бод. | Qualification or relegation     |       | Шпанија | Немачка | Швајцарска | Украјина |
| --- | ---------- | - | - | - | - | -- | -- | --- | ---- | ------------------------------- | ----- | ------- | ------- | ---------- | -------- |
| 1   | Шпанија    | 6 | 3 | 2 | 1 | 13 | 3  | +10 | 11   | Пласман у завршницу Лиге нација |       | —       | 6 : 0   | 1 : 0      | 4 : 0    |
| 2   | Немачка    | 6 | 2 | 3 | 1 | 10 | 13 | −3  | 9    |                                 |       | 1 : 1   | —       | 3 : 3      | 3 : 1    |
| 3   | Швајцарска | 6 | 1 | 3 | 2 | 9  | 8  | +1  | 6    |                                 | 1 : 1 | 1 : 1   | —       | 3 : 0      |          |
| 4   | Украјина   | 6 | 2 | 0 | 4 | 5  | 13 | −8  | 6    | Испадање у лигу Б               |       | 1 : 0   | 1 : 2   | 2 : 1      | —        |

1. 1 2  Исти број бодова у међусобним дуелима (3). Гол-разлика у међусобним дуелима: Швајцарска +2, Украјина −2.
2. ↑  Утакмица између Швајцарске и Украјине завршена је службеним резултатом 3 : 0 у корист Швајцарске након што је била отказана пошто се украјински тим налазио у изолацији због великог броја заражених вирусом SARS-CoV-2.

| Немачка      | 1 : 1    | Шпанија      |
| ------------ | -------- | ------------ |
| - Вернер 51’ | Извештај | - Гаја 90+6’ |

| Украјина                        | 2 : 1    | Швајцарска      |
| ------------------------------- | -------- | --------------- |
| - Јармоленко 14’ - Зинченко 68’ | Извештај | - Сеферовић 41’ |

| Шпанија                                          | 4 : 0    | Украјина |
| ------------------------------------------------ | -------- | -------- |
| - Рамос 3’ (пен.), 29’ - Фати 32’ - Ф. Торес 84’ | Извештај |          |

| Швајцарска   | 1 : 1    | Немачка        |
| ------------ | -------- | -------------- |
| - Видмер 58’ | Извештај | - Гиндоган 14’ |

| Шпанија         | 1 : 0    | Швајцарска |
| --------------- | -------- | ---------- |
| - Ојарзабал 14’ | Извештај |            |

| Украјина                 | 1 : 2    | Немачка                    |
| ------------------------ | -------- | -------------------------- |
| - Малиновскиј 77’ (пен.) | Извештај | - Гинтер 20’ - Горецка 49’ |

| Немачка                                | 3 : 3    | Швајцарска                         |
| -------------------------------------- | -------- | ---------------------------------- |
| - Вернер 28’ - Хаверц 55’ - Гнабри 60’ | Извештај | - Гаврановић 5’, 57’ - Фројлер 26’ |

| Украјина       | 1 : 0    | Шпанија |
| -------------- | -------- | ------- |
| - Циганков 76’ | Извештај |         |

| Немачка                      | 3 : 1    | Украјина       |
| ---------------------------- | -------- | -------------- |
| - Сане 23’ - Вернер 33’, 64’ | Извештај | - Јаремчук 12’ |

| Швајцарска    | 1 : 1    | Шпанија      |
| ------------- | -------- | ------------ |
| - Фројлер 26’ | Извештај | - Морено 89’ |

| Шпанија                                                           | 6 : 0    | Немачка |
| ----------------------------------------------------------------- | -------- | ------- |
| - Мората 17’ - Ф. Торес 33’, 55’, 71’ - Родри 38’ - Ојарзабал 89’ | Извештај |         |

| Швајцарска | 3 : 0 службени резултат | Украјина |
| ---------- | ----------------------- | -------- |
|            | Извештај                |          |

## Завршница
Домаћин завршнице Лиге нација је Италија. Жреб за завршни део Лиге нација одржан је 3. децембра 2020. у Ниону у Швајцарској.
Сатница је по CEST-у (UTC+2), како је навела УЕФА.
|  | Полуфинале           | Полуфинале |                      |   | Финале | Финале |
|  |                      |            |                      |   |        |        |
|  | 6. октобар — Милано  |            |                      |   |        |        |
|  |                      |            |                      |   |        |        |
|  | Италија              | 1          |                      |   |        |        |
|  | Италија              | 1          | 10. октобар — Милано |   |        |        |
|  | Шпанија              | 2          |                      |   |        |        |
|  | Шпанија              | 2          | Шпанија              | 1 |        |        |
|  | 7. октобар — Торино  |            | Шпанија              | 1 |        |        |
|  |                      | Француска  | 2                    |   |        |        |
|  | Белгија              | Француска  | 2                    | 2 |        |        |
|  | Белгија              |            |                      | 2 |        |        |
|  | Француска            | 3          |                      |   |        |        |
|  | Француска            | 3          | Треће место          |   |        |        |
|  |                      |            |                      |   |        |        |
|  | 10. октобар — Торино |            |                      |   |        |        |
|  |                      |            |                      |   |        |        |
|  | Италија              | 2          |                      |   |        |        |
|  | Италија              | 2          |                      |   |        |        |
|  | Белгија              | 1          |                      |   |        |        |

#### Полуфинале
| Италија         | 1 : 2  | Шпанија               |
| --------------- | ------ | --------------------- |
| - Пелегрини 83’ | Детаљи | - Ф. Торес 17’, 45+2’ |

| Белгија                    | 2 : 3  | Француска                                          |
| -------------------------- | ------ | -------------------------------------------------- |
| - Караско 37’ - Лукаку 40’ | Детаљи | - Бензема 62’ - Мбапе 69’ (пен.) - Т. Ернандез 90’ |

#### Утакмица за 3. место
| Италија                           | 2 : 1  | Белгија           |
| --------------------------------- | ------ | ----------------- |
| - Барела 46’ - Берарди 65’ (пен.) | Детаљи | - Де Кетеларе 86’ |

#### Финале
| Шпанија         | 1 : 2  | Француска                 |
| --------------- | ------ | ------------------------- |
| - Ојарзабал 64’ | Детаљи | - Бензема 66’ - Мбапе 80’ |

## Коначан пласман
Шеснаест тимова из лиге А биће рангирано од првог до шеснаестог места према следећим правилима:
- тимови који су завршили на првом месту у групама биће рангирани од првог до четвртог места спрам својих резултата у завршници;
- тимови који су завршили на другом месту у групама рангирани су од петог до осмог места спрам својих резултата у лигашкој фази;
- тимови који су завршили на трећем месту у групама рангирани су од деветог до дванаестог места спрам својих резултата у лигашкој фази;
- тимови који су завршили на четвртом месту у групама рангирани су од тринаестог до шеснаестог места спрам својих резултата у лигашкој фази.

| Поз. | Г  | Тим                 | О | П | Н | И | ГД | ГП | ГР  | Бод. |
| ---- | -- | ------------------- | - | - | - | - | -- | -- | --- | ---- |
| /    | A3 | Француска           | 6 | 5 | 1 | 0 | 12 | 5  | +7  | 16   |
| /    | A2 | Белгија             | 6 | 5 | 0 | 1 | 16 | 6  | +10 | 15   |
| /    | A1 | Италија             | 6 | 3 | 3 | 0 | 7  | 2  | +5  | 12   |
| /    | A4 | Шпанија             | 6 | 3 | 2 | 1 | 13 | 3  | +10 | 11   |
|      |    |                     |   |   |   |   |    |    |     |      |
| 5    | A3 | Португалија         | 6 | 4 | 1 | 1 | 12 | 4  | +8  | 13   |
| 6    | A1 | Холандија           | 6 | 3 | 2 | 1 | 7  | 4  | +3  | 11   |
| 7    | A2 | Данска              | 6 | 3 | 1 | 2 | 8  | 7  | +1  | 10   |
| 8    | A4 | Немачка             | 6 | 2 | 3 | 1 | 10 | 13 | −3  | 9    |
|      |    |                     |   |   |   |   |    |    |     |      |
| 9    | A2 | Енглеска            | 6 | 3 | 1 | 2 | 7  | 4  | +3  | 10   |
| 10   | A1 | Пољска              | 6 | 2 | 1 | 3 | 6  | 6  | 0   | 7    |
| 11   | A4 | Швајцарска          | 6 | 1 | 3 | 2 | 9  | 8  | +1  | 6    |
| 12   | A3 | Хрватска            | 6 | 1 | 0 | 5 | 9  | 16 | −7  | 3    |
|      |    |                     |   |   |   |   |    |    |     |      |
| 13   | A4 | Украјина            | 6 | 2 | 0 | 4 | 5  | 13 | −8  | 6    |
| 14   | A3 | Шведска             | 6 | 1 | 0 | 5 | 5  | 13 | −8  | 3    |
| 15   | A1 | Босна и Херцеговина | 6 | 0 | 2 | 4 | 3  | 11 | −8  | 2    |
| 16   | A2 | Исланд              | 6 | 0 | 0 | 6 | 3  | 17 | −14 | 0    |